# 伯里克利时代
伯里克利时代是指古希臘的一個歷史時期，其始於波希戰爭，終於伯里克利離世或伯羅奔尼撒戰爭結束，大约由前480年至前404年。在同一时期大批在政治、哲学、建筑、雕塑、历史以及文学上卓有成就的希腊人中，作为希腊将军、政治家和演说家，伯里克利仍然引人注目。他支持文学艺术，给雅典带来之后再也未曾有过的辉煌，他还主持大量公共项目以改善公民生活。所有这些使得雅典進入黄金时代，亦為古希腊的全盛时期，故被称为伯里克利时代。
在这一世纪的时间里，雅典由十位每年由十个部落的公民选举出来的στρατηγοι（即将军）统治。这些στρατηγοι履行包括军队出征规划、其他城邦使者的接待和政治事务指导在内的各项责任。在民主派领导人厄菲阿尔特的统治时期，伯里克利还是厄菲阿尔特的副手。当厄菲阿尔忒斯在前461年被暗杀后，伯利克里临危受命，并在前445年被选为στρατηγοι，从此一直在雅典集会上被推选连任这职位，直到他在前429年去世。